# Якшино (Глазовський район)
Я́кшино (рос. Якшино) — присілок в Глазовському районі Удмуртії, Росія.

## Населення
Населення — 3 особи (2010; 0 в 2002).

## Урбаноніми
- Вулиці — Центральна, Шкільна.[3]